# Danutė
Danutė ist ein litauischer weiblicher Vorname.

## Namensträgerinnen
- Danutė Aleksiūnienė (* 1952), Politikerin, Vizebürgermeisterin von Vievis, Seimas-Mitglied
- Danutė Bekintienė (* 1944), Politikerin, Seimas-Mitglied
- Danutė Budreikaitė (* 1953), Politikerin und Wirtschaftswissenschaftlerin
- Danutė Jočienė (* 1970),  Juristin, Verfassungsgerichtspräsidentin, Professorin und EGMR-Richterin
- Danutė Mileikienė (* 1948), Politikerin, Bürgermeisterin von Telšiai
- Kazimiera Danutė Prunskienė (* 1943), Politikerin, Seimas-Mitglied, Ministerin und Premierministerin
- Danutė Remeikienė (*  1960), Pädagogin, Bildungsmanagerin, Leiterin von Kolleg Alytus